# Вулиця Миколи Хвильового (Київ)
Ву́лиця Мико́ли Хвильово́го — вулиця в Дарницькому районі міста Києва, місцевість Рембаза. Пролягає від вулиці Миколи Вінграновського до станції метро «Червоний хутір» та Старобориспільської вулиці.
Парний бік вулиці займає парк Партизанської Слави.

## Історія
Виникла 2012 року під проектною назвою Проектна 3. Сучасна назва — з 2012 року, на честь українського письменника Миколи Хвильового.